# Duong Hong Phong
Duong Hong Phong (em vietnamita:  Dương Hồng Phong; Nam Định, Vietnã, 30 de agosto de 1953) é um matemático estadunidense de origem vietnamesa. É professor de matemática da Universidade Columbia.
Foi palestrante convidado do Congresso Internacional de Matemáticos em Zurique (1994).
Recebeu o Prêmio Stefan Bergman de 2009.

## Publicações selecionadas
- com C. Fefferman: On positivity of pseudo-differential operators. Proc Natl Acad Sci U S A. 1978 Oct; 75(10): 4673–4674. PMC 336181
- On integral representations for the Neumann operator. Proc Natl Acad Sci U S A. 1979 Apr; 76(4): 1554–1558. PMC 383427
- com C. Fefferman: On the lowest eigenvalue of a pseudo-differential operator. Proc Natl Acad Sci U S A. 1979 Dec; 76(12): 6055–6056. PMC 411799
- com C. Fefferman: On the asymptotic eigenvalue distribution of a pseudo-differential operator. Proc Natl Acad Sci U S A. 1980 Oct; 77(10): 5622–5625. PMC 350120
- com C. Fefferman: Symplectic geometry and positivity of pseudo-differential operators. Proc Natl Acad Sci U S A. 1982 Jan; 79(2): 710–713. PMC 345817
- com E. M. Stein: Singular integrals related to the Radon transform and boundary value problems. Proc Natl Acad Sci U S A. 1983 Dec; 80(24): 7697–7701. PMC 534412
- com E. M. Stein. "Hilbert integrals, singular integrals, and Radon transforms I." Acta Mathematica 157, no. 1 (1986): 99–157. doi:10.1007/BF02392592
- com Eric D'Hoker: "The geometry of string perturbation theory." Reviews of Modern Physics 60, no. 4 (1988): 917 doi:10.1103/RevModPhys.60.917
- com E. M. Stein: "The Newton polyhedron and oscillatory integral operators." Acta Mathematica 179, no. 1 (1997): 105–152. doi:10.1007/BF02392721
- com Jacob Sturm: "Lectures on stability and constant scalar curvature." Current developments in mathematics 2007 (2009): 101–176. Arxiv
- com Jacob Sturm: Regularity of geodesic rays and Monge-Ampère equations. Proc. Amer. Math. Soc. 138 (2010), 3637–3650. doi:10.1090/S0002-9939-10-10371-2
- com Jian Song and Jacob Sturm: "Complex Monge Ampere Equations." Arxiv (2012).
- com Pengfei Guan: Partial Legendre transforms of non-linear equations. Proc. Amer. Math. Soc. 140 (2012), 3831-3842. doi:10.1090/S0002-9939-2012-11210-9